# はかた匠工芸
株式会社はかた匠工芸（はかたたくみこうげい）は福岡県大野城市に本社を置く、主に織物の製造販売を行う企業である。
織物製造販売事業は、レディース和装事業、男きもの事業で構成している。

## 沿革
- 1955年（昭和30年）6月 - 福岡県柏屋郡新宮町において滝本絹織株式会社を設立し、博多織製造を業とする。「博多織工業組合」に加盟。
- 1990年（平成2年）8月 - 工場設備と従業員を継承して、博多織産地問屋・株式会社後藤の系列会社として株式会社匠工芸を設立（「博多織工業組合」の組合資格は継続）。
- 2007年（平成19年）3月 - 日本和装ホールセラーズ株式会社(福岡市中央区)設立。
- 2009年（平成21年）
  - 2月 - 株式会社後藤の倒産により、工場設備・従業員を継承し、博多織製造を開始。
  - 3月 - 博多織物協同組合に加入。
- 2012年（平成24年）3月 - 「日本和装ホールセラーズ株式会社」を「株式会社はかた匠工芸」へ商号変更。
- 2014年（平成26年）
  - 4月 - 博多織工業組合加入。男きもの専門店「SAMURAI」銀座本店（直営）、京都店（フランチャイズ）を出店し、男きもの事業を開始。
  - 7月 - 東京証券取引所TOKYO PRO Marketに上場。
  - 9月 - 男きもの専門店「SAMURAI」京都店を直営に変更。
- 2019年（平成31年）3月 - 東京証券取引所にTOKYO PRO Market上場廃止を申請。同年4月25日に上場廃止[1]。
  - 10月1日 - 日本和装ホールディングス株式会社の株式交換完全子会社となる。

## 専門店
男きもの専門店「SAMURAI」
- 銀座本店